# Luulajanjoki
Luulajanjoki är ett vattendrag i Finland. Det ligger i kommunen Kuhmo i landskapet Kajanaland, 500 km nordost om huvudstaden Helsingfors.
Den rinner från sjön Niemisjärvi väster ut till Luulajanjärvi och sedan via Varajärvi ut i Lentua.